# 滲透性
在流体力学和地球科学中，渗透性（通常符号为k）是衡量多孔介質(通常是岩石）是否能讓流体順利穿透的一種指標。介质的滲透性与孔隙率有关，也与介质中孔隙的形状有关。